# József Samassa
József Samassa, madžarski rimskokatoliški duhovnik, škof in kardinal, * 30. oktober 1828, Aranyos-Maróth, † 20. avgust 1912.

## Življenjepis
23. julija 1852 je prejel duhovniško posvečenje.
26. junija 1871 je bil imenovan za škofa Spiša; 30. julija je prejel škofovsko posvečenje in 27. avgusta istega leta je bil ustoličen.
25. julija 1873 je postal nadškof Egerja.
11. decembra 1905 je bil povzdignjen v kardinala in imenovan za kardinal-duhovnika S. Marco.